# Ekloga
Az ekloga (ecloga) görög eredetű lírai műfaj, gondolatok, érzések szembesítésére alkalmazott dialogikus forma, amely idilli, bukolikus, azaz pásztori világot mutat be hexameteres verseléssel. Eredetileg szemelvényt jelent. Párbeszédes formájú és időmértékes verselésű, hexameterekben írt költemény volt. Később eltűnt a párbeszédes forma, és a hexameterek helyett is szívesen választottak a költők más ritmust.
Az antik ekloga különösen kedvelt témái: a szerelem és az erotika.
Theokritosz görög költő és követőinél gyakran álruhás szerelmi játék, ahol az erotika környezetét a lugasok, berkek, a mezők szolgáltatják, ízét pedig a sikamlós évődés.
Ezt a formát a latinság nagy költője, Vergilius megújítja, sőt új tartalmakkal is megtölti. Bukolikus költeményei közül tízet választott kiadásra, innen a műfaj elnevezése: ekloga, mely az ógörög eklogé (szemelvény, válogatás) szóból származik. Az ő műveiben már nem valódi, hanem allegorikus pásztorok szerepelnek, a megszólalók valójában költők, filozófusok. Kezén lesz az ekloga az aranykor virágzásának műfaja.
A reneszánsz idején Európa-szerte elterjedt a műfaj, amelyet a pásztori költészet, a bukolika, a bukolikus költészet, az idill fogalmaival is jelölnek, a rokokóval azonban véget ér a divatja.
A magyar irodalomban a pásztori költészet komoly hatással volt Balassi Bálint, Zrínyi Miklós, Csokonai Vitéz Mihály műveire. 
Radnóti Miklós költészetében válik az ekloga az életmű reprezentatív műfajává, kifejezve a személyes sors, a költői feladat, a társadalmi-politikai helyzet legfontosabb problémáit. A Száll a tavasz... (Előhang az Eclogákhoz..., 1942), valamint az első, a második, a harmadik, a negyedik, az ötödik, a hetedik és a nyolcadik ecloga a ciklus befejezetlensége ellenére is a világirodalom egyik legnagyobb szabású vállalkozása ebben a műfajban.